# Bukovice
Bukovice es un municipio situado en el distrito de Brno, en la región de Moravia Meridional, República Checa. Tiene una población estimada, a inicios de 2023, de 83 habitantes.
Está ubicado en el centro-oeste de la región, cerca de la orilla del río Svratka —un afluente del río Dyje, afluente del Morava, el cual, a su vez, es afluente del Danubio— y de la frontera con la región de Vysočina.